# Zakroczym (gemeente)
De gemeente Zakroczym is een stad- en landgemeente in het Poolse woiwodschap Mazovië, in powiat Nowodworski (Mazovië).
De zetel van de gemeente is in Zakroczym.
Op 30 juni 2004 telde de gemeente 6385 inwoners.

## Oppervlakte gegevens
In 2002 bedroeg de totale oppervlakte van gemeente Zakroczym 71,42 km², waarvan:
- agrarisch gebied: 72%
- bossen: 12%

De gemeente beslaat 10,33% van de totale oppervlakte van de powiat.

## Demografie
Stand op 30 juni 2004:
| Omschrijving                   | Totaal | Totaal | Vrouwen | Vrouwen | Mannen | Mannen |
| ------------------------------ | ------ | ------ | ------- | ------- | ------ | ------ |
| eenheid                        | aantal | %      | aantal  | %       | aantal | %      |
| inwoners                       | 6385   | 100    | 3242    | 50,8    | 3143   | 49,2   |
| bevolkingsdichtheid (inw./km²) | 89,4   | 89,4   | 45,4    | 45,4    | 44     | 44     |

In 2002 bedroeg het gemiddelde inkomen per inwoner 1380,95 zł.

## Administratieve plaatsen (sołectwo)
Błogosławie, Czarna, Emolinek, Henrysin, Janowo, Jaworowo-Trębki Stare, Smoły, Strubiny, Swobodnia, Śniadowo, Trębki Nowe, Trębki Stare, Wojszczyce, Wólka Smoszewska, Wygoda Smoszewska, Zaręby.

## Overige plaatsen
Duchowizna, Gałachy, Mochty-Smok, Mokradle, Odpadki, Ostrzykowizna, Pieczoługi, Smoszewo, Śniadowo, Utrata, Wójtostwo Zakroczymskie

## Aangrenzende gemeenten
Czosnów, Czerwińsk nad Wisłą, Leoncin, Nasielsk, Nowy Dwór Mazowiecki, Pomiechówek, Załuski